# Эпинус, Франц Ульрих Теодор
Франц Ульрих Мария Теодор Эпи́нус (нем. Franz Ulrich Maria Theodor Aepinus (Äpinus, Hoch); 13 (24) декабря 1724, Росток — 10 (22) августа 1802, Дерпт, ныне Тарту) — российский и германский физик, астроном и математик, действительный член Петербургской академии наук (1756).

## Биография
По национальности немец, происходил из семьи учёных. Его предок, Иоганн Эпинус (1499—1553), был лютеранским теологом, видным деятелем Реформации; он изменил свою фамилию (Hoch, Hoeck или Huck) на эллинизированную форму Aepinus (др.-греч. αἰπεινός — высокий). Отец Ф. Эпинуса, Франц Альберт Эпинус (1673—1750), был профессором теологии Ростокского университета. Франц Эпинус был пятым, последним ребёнком в семье. Домашнее обучение его началось с шести лет. Занятия шли столь успешно, что в 12 лет отец отдал его в Ростокский университет для подготовки к поступлению в студенты. В 1740 году Франц стал студентом Ростокского университета, учился на факультетах медицины и философии; в 1744-м на два года отправился в Йенский университет, где изучал физику, химию, медицину и математику. В Йене защитил магистерскую диссертацию о траекториях падающих тел. В Ростокском университете получил степень доктора медицины, после чего стал приват-доцентом этого университета.
6 мая 1753 года организовал и провел наблюдения прохождения Меркурия перед диском Солнца.
В 1755 году по приглашению Эйлера стал профессором астрономии в Берлинском университете, директором Берлинской обсерватории и членом Прусской академии наук. В этот период деятельности он шесть раз выступил с докладами на академических собраниях Академии, эти доклады были опубликованы («Об арках», 26 октября 1755 г.; «О методе определения параллакса», 11 марта 1756 г.; «Сообщение по поводу эффекта параллакса в движении планет», 17 марта 1757 г.; «О корнях алгебраических уравнений», 7 мая 1756 г.; «О микрометрах», 2 декабря 1756 г.; «Сообщение о новейших опытах по электричеству», 10 марта 1757 г.). Начал опыты с турмалином.
В 1756 году был приглашён, по рекомендации Леонарда Эйлера, в Петербургскую академию наук на должность профессора физики (с жалованием 860 рублей в год), на которой оставался до 1764 года. Приехал в Россию в 1757 году, принял российское подданство.
В 1758 г. участвовал (вместе с профессорами Брауном и Цейгером) в расследовании вероятного поджога, положив начало научно-технической экспертизе в России; было установлено, что загорание в запертой комнате было вызвано концентрацией солнечных лучей линзой.
В 1760 году написал «Краткое понятие о физике для употребления… князя Павла Петровича», считающееся первым русским учебником начального естествознания. 6 октября 1760 назначен по совместительству обер-профессором (главным инспектором классов) Сухопутного шляхетского кадетского корпуса, где работал до января 1765-го, преподавая кадетам физику и другие естественные науки. Также читал лекции по физике в Морском кадетском корпусе вплоть до 1771 года.
В 1761 году Эпинус был избран иностранным членом Шведской королевской академии наук.
В 1757—1764 годы Эпинус неоднократно конфликтовал с М. В. Ломоносовым как по организационным вопросам (лекции академическим студентам, обустройство физического кабинета, переоснащение обсерватории, академические экспертизы), так и по сугубо научным (замораживание ртути, «ночезрительная труба», определения долготы наклонением магнитной стрелки, географические экспедиции, наблюдение Венеры в 1761 году, полярная экспедиция Чичагова).
С 1764 года был официально назначен преподавателем физики и математики наследника престола Павла Петровича с жалованьем 1000 рублей в год, в связи с чем оставил должность профессора Академии. Одновременно с 1765 года, секретным указом, он был назначен (с жалованием 3000 рублей) главой шифровального отдела при Коллегии иностранных дел (чёрный кабинет). Своим помощником Эпинус взял И. И. (Иоганн Георг) Коха (1739—1805). В течение 33 лет возглавлял шифровальную службу Российской Империи, разрабатывал новые шифры для Екатерины II, Коллегии иностранных дел, армии и флота, а также вскрывал иностранные дипломатические шифры. За успешную работу на поприще дешифрования в 1773 году он получил чин действительного статского советника.
В 1781 году он составил записку об организации в России низшего и среднего школьного образования, в которой рекомендовал как образец австрийскую учебную систему. 22 ноября 1782 года Эпинус стал кавалером ордена Святой Анны с бриллиантами. С 1782 года Эпинус как член комиссии по учреждению народных училищ разрабатывал проект, принятый за основу при организации в России низшего и среднего образования. В феврале 1785 года была напечатана его последняя статья: об основных началах системы, принятой в России для народных училищ.
31 декабря 1797 года, уже при императоре Павле I, он вышел в отставку с сохранением жалования и прочего содержания. Провёл последние годы жизни в Дерпте, страдая душевными болезнями. Умер 10 августа 1802, похоронен на кладбище церкви Св. Иоанна (Старо-Яниском кладбище) Дерпта в усыпальнице графов Штакельбергов.

## Научная деятельность
Эпинус был одним из первых учёных-электриков, чьи исследования строились не только на опытах и наблюдениях, но и на математических расчётах.
В 1756 году он объяснил связь явления пироэлектричества с электрическими явлениями в кристаллах турмалина.
Ещё в 1759 году в работе «Опыт теории электричества и магнетизма» Эпинус выдвинул положения, лежащие в основе закона Кулона.
Общеизвестно, что открытие явления электростатической индукции принадлежит Эпинусу; он предложил идею электрофорной машины.
Опираясь на идеи Б. Франклина и И. Ньютона, разработал теорию электрических и магнитных явлений, подчеркнув их сходство.
Эпинус в своем трактате 1759 года первый дал полное объяснение лейденской банки, изобретённой в 40-х годах XVIII в., указав на некоторые ошибки, допущенные её исследователями; он за сто лет до Феддерсена высказал мысль о колебательном характере разряда лейденской банки.
Работа Эпинуса 1759 года содержит и чисто магнитные исследования. На основе математических расчётов он разработал превосходные для того времени методы намагничивания магнитных стрелок. Эпинус утверждал, что земной шар обладает магнитным ядром. Пользуясь математическим методом, он первый рассчитал, как будет вести себя магнитная стрелка в земном магнитном поле.
В 1757—1788 годах были изданы восемь его астрономических сочинений. Эпинус серьёзно рассматривал проблему последствий столкновения кометы с Землёй: отрицая опасность встречи с хвостом кометы, он предполагал, что столкновение с её головой будет смягчаться атмосферой. Объяснив бо́льшую охлаждённость Южного полушария Земли вековым астрономическим эффектом и обратив внимание на утепляющее действие Северного полярного океана, он предположил, что «земли, лежащие около Южного пола <полюса>, до которых мореплавателям доехать ещё не удалось, составляют матёрую землю».
В 1778—1781 годах Эпинус исследовал, с помощью полученного из Англии ахроматического телескопа с тройным объективом, поверхность Луны. На основании наблюдений он высказал предположение о вулканическом происхождении характерных кольцевых гор (цирков) на Луне.
В 1784 году Ф. Эпинус, впервые на основании математических расчётов, сконструировал ахроматический микроскоп. Ректор Дерптского университета Г. Паррот в 1808 году заказал немецкому оптику И. Тидеману два микроскопа конструкции Эпинуса.
В сборнике Ф. Головкина «Двор и царствование Павла I» можно найти такие воспоминания:

У нас в России жил один старик… Эпинус, прикомандированный сначала к делу воспитания… Павла, а затем к департаменту иностранных дел, где ему поручалась работа с шифрами. Под очень простою внешностью это был умный человек, отличный математик и физик, настоящий философ и величайший любитель ходить пешком. Екатерина II его очень ценила и воспользовалась случаем при учреждении учительских семинарий, чему он много содействовал, чтобы наградить его орденом Св. Анны.
Приветствовал Американскую революцию, направив поздравительное письмо Бенджамину Франклину, в котором охарактеризовал его как блестящего политического деятеля, завоевавшего для своей страны свободу и независимость.

## Память
В 2009 году лунный кратер получил имя «Aepinus» с пояснением: Franz Maria Ulrich Theodor, German-Russian astronomer (1724—1802).

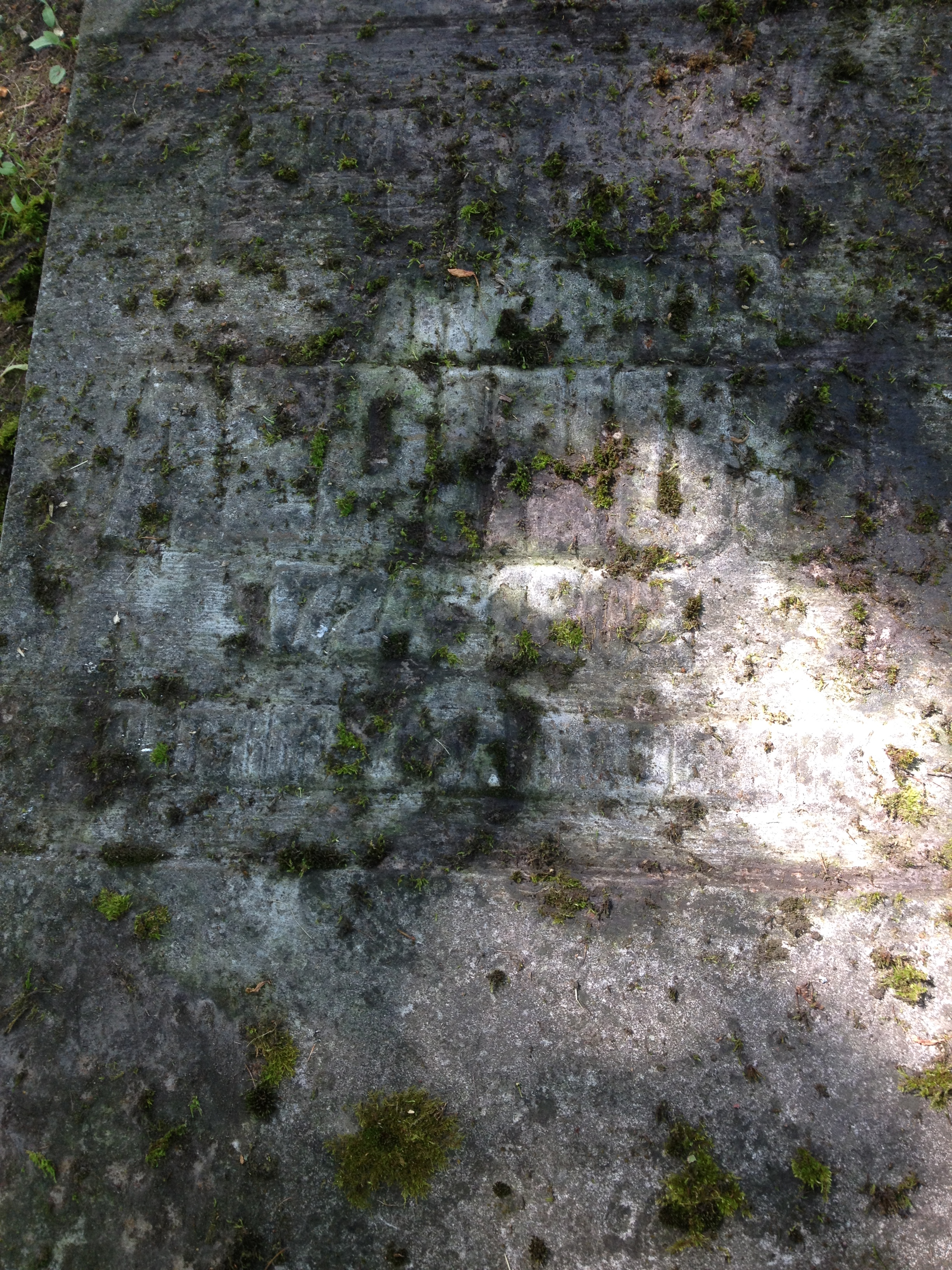
Надпись на могильном камне на кладбище Рааде в Тарту